# Antônio I, Príncipe de Mônaco
Antônio I, Príncipe de Mônaco (25 de Janeiro de 1661 - 20 de Janeiro de 1731) foi o príncipe soberano de Mônaco entre 1701 e 1731 e o primeiro Marquês de Baux. Era filho de Luís I, Príncipe de Mônaco, 2° Duque de Valentinois, e de Carlota Catarina de Gramont.

## Casamento e Filhos
António casou a 13 de Junho de 1688, com Maria de Lorena, filha de Luís I da Lorena, Conde de Armagnac, e de Catarina de Neufville, com que teve 6 filhas, das quais apenas três sobreviveram à infância:
- Catarina Carlota (7 de Outubro de 1691 – 18 de Junho de 1696);
- Luísa Hipólita (10 de Novembro de 1697 – 29 de Dezembro de 1731), sucessora do trono do Mónaco.;
- Isabel Carlota (3 de Novembro de 1698 – 25 de Agosto de 1702);
- Margarida Camila (1 de Maio de 1700 – 27 de Abril de 1758);
- Maria Devota (15 de Março de 1702 – 24 de Outubro de 1703);
- Maria Paulina Teresa Devota (23 de Outubro de1708 – 20 de Maio de 1726).

António teve, também, alguns filhos ilegítimos 
- António Grimaldi (1697–1784);
- Antoinette Grimaldi;
- Luísa Maria Teresa Grimaldi (1705–1723).